# Lars Schlecker
Lars Schlecker (* 17. September 1971) ist ein deutscher Betriebswirt und Unternehmer. Er war in der Geschäftsführung des von seinem Vater Anton Schlecker gegründeten Drogerie-Unternehmens Schlecker tätig.

## Leben
Lars Schlecker besuchte die Urspringschule.
Am 23. Dezember 1987 wurden Lars Schlecker und seine Schwester Meike vor der Villa der Familie im baden-württembergischen Ehingen von Herbert Franz Jacoby, Wilhelm Hudelmaier und Dieter Hudelmaier entführt. Am nächsten Tag kamen sie wieder frei. Die Kidnapper, die 9,6 Millionen DM Lösegeld erpresst hatten, wurden 1999 zu hohen Gefängnisstrafen verurteilt.
Schlecker studierte Betriebswirtschaftslehre an der European Business School in London. In Berlin absolvierte er im Jahr 2000 den Master of Business Administration (MBA) der School of Management and Innovation (SMI) an der Steinbeis-Hochschule Berlin.
Zu Zeiten der Dotcom-Blase sammelte er mit Marc Schrempp, dem Sohn von Jürgen Schrempp, Erfahrungen mit der Firma Surplex. Ab etwa 2000 war er im elterlichen Unternehmen tätig, zuletzt in der Geschäftsführung. Im November 2010 trat er mit seiner Schwester Meike Schlecker an die Öffentlichkeit und gab bekannt, künftig gemeinsam für die Unternehmenskommunikation zuständig zu sein. Am 30. Januar 2012 trat Meike Schlecker im Namen der Familie vor die Presse, um die Insolvenz der Drogeriemarktkette und das Ende des Familienreichtums zu verkünden. Lars ist zusammen mit seiner Schwester auch Gesellschafter der Unternehmen LDG Logistik- und Dienstleistungsgesellschaft mbH und BDG Bau- und Dienstleistungsgesellschaft mbH, die ebenfalls in Insolvenz gegangen sind.
Lars Schlecker ist verheiratet und hat zwei Töchter.

## Freiheitsstrafe
Am 13. April 2016 erhob die Staatsanwaltschaft Stuttgart Anklage gegen Lars Schlecker zusammen mit seinen Eltern und seiner Schwester wegen Beihilfe zum vorsätzlichen Bankrott, Insolvenzverschleppung und Untreue, da sie vor Bekanntgabe der Insolvenz 2012 Millionenbeträge beiseite geschafft haben sollen. Das Landgericht Stuttgart verurteilte ihn am 27. November 2017 wegen Insolvenzverschleppung, Untreue und Beihilfe zum Bankrott zu einer Freiheitsstrafe von zwei Jahren und neun Monaten. Am darauffolgenden Tag legte er gegen das Urteil Revision ein. Am 25. April 2019 wurde durch den Bundesgerichtshof die Revision verworfen und Lars Schlecker rechtskräftig zu einer Haftstrafe von zwei Jahren und sieben Monaten verurteilt.
Schlecker trat seine Haftstrafe im Juni 2019 in der Justizvollzugsanstalt Hakenfelde an. Er wurde im Juni 2021 vorzeitig entlassen.